# 24 h Berlin, une journée en capitale
24 h Berlin, une journée en capitale est une émission de télévision documentaire germano-française réalisée par Volker Heise. Avec une durée de 24 heures chrono, elle est diffusée du 5 au 6 septembre 2009 sur Arte sans interruption à partir de 6 h du matin.

## Concept de l'émission
Tourné un an plus tôt à l'occasion du 20e anniversaire de la chute du mur de Berlin, nous suivons pendant 24 heures et en temps réel la vie des habitants de Berlin, personnalités célèbres ou anonymes. Ainsi, nous suivons par exemple le chef d'orchestre Daniel Barenboim en cours de répétition. Jérôme Bony, journaliste français et correspondant de France 2 à Berlin, tourne un reportage sur l'abri anti-atomique d'Erich Honecker. Le maire de Berlin Klaus Wowereit et la chancelière allemande Angela Merkel en visite sur un centre d'apprentissage... Avec aussi toutes les demi-heures un point météo local et des petites leçons d'histoire sur la ville.